# Haut responsable chargé de l'intelligence économique

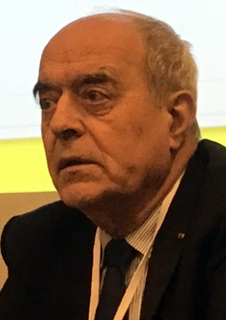
Alain Juillet, seul à avoir occupé ce poste entre 2003 et 2009.

Le haut responsable chargé de l'intelligence économique (HRIE) était, en France, un haut fonctionnaire chargé de l'intelligence économique auprès du secrétariat général de la Défense nationale (SGDN). Le poste a été créé en 2003 pour remplacer le comité pour la compétitivité et la sécurité économique ; il a été supprimé en 2009 et remplacé par le délégué interministériel à l'intelligence économique.

## Missions
Les missions du HRIE ont été fixées par le décret no 2003-1230 du 22 décembre 2003 qui l'a institué (décret dont les dispositions ont été codifiées en 2007 au Code de la Défense) :
- synthèse et diffusion de l'information rassemblée par les différents services,
- proposition de mesures et orientations visant au renforcement des capacités nationales,
- participation à la mise en œuvre des décisions du gouvernement,

dans le domaine de l'intelligence économique.
Dans ce cadre, le HRIE pouvait être amené à être invité à assister au comité interministériel du renseignement.

## Histoire
La création du poste de haut responsable à l'intelligence économique fait suite au rapport remis en juin 2003 au Premier ministre par le député Bernard Carayon,, et aux travaux des groupes de réflexion de l'INHES et de l'IHEDN.
Alain Juillet, ancien directeur du Renseignement à la DGSE et dirigeant d'entreprise, a été, entre 2003 et 2009, le seul à occuper ce poste,. Lorsqu'il occupait ce poste, neuf régions pilotes ont été désignées pour tester des dispositifs d'intelligence territoriale, des délégations générales à l'intelligence économiques ont été créées dans les principaux ministères, ou encore un référentiel de formation à l'intelligence économique a été publié,.
En 2009, Pierre Conesa et Francis Idrac sont pressentis pour succéder à Alain Juillet, mais le poste n'est finalement pas pourvu.